# Армейский (посёлок)
Армейский — посёлок в Троицком административном округе Москвы (до 1 июля 2012 года в составе Подольского района Московской области). Входит в состав Краснопахорского района. По данным на 2005 год в посёлке проживало 156 человек. Прежнее наименование — поселок имени Горького.

## Расположение
Посёлок Армейский расположен примерно в 12 км к юго-западу от центра города Троицка и примерно в 22 км к западу от центра города Подольска. Посёлок окружают леса. В километре к юго-востоку от посёлка проходит Калужское шоссе. Кадастровый номер посёлка Армейский: 50:27:0030150:167 Архивная копия от 31 мая 2018 на Wayback Machine.

## Территории(поКЛАДР РФ)[3]
Территории, перечисленные ниже, на самом деле географически могут и не находиться внутри самого посёлка, а бывают разбросаны вокруг него, на площади в несколько квадратных километров, в границах поселения Михайлово-Ярцевского. Тем не менее, по КЛАДР все они классифицируются, как улицы посёлка Армейский, а в названии содержат слово Территория. Так как эти территории возникали и благоустраивались под началом инициативных групп (правлений СНТ, правлений ДСК, дирекций КП и т. п.), то исторически сложилось, что в границах каждой из этих территорий обычно присутствует Территориальное общественное самоуправление. Каждый из перечисленных ниже территориальных объектов имеет свой уникальный кадастровый номер.
| Название по КЛАДР            | Удаленность от поселков и деревень             | Кадастровый номер |
| ---------------------------- | ---------------------------------------------- | --- |
| ДСК Конверсия Территория     | в 0,7 км на запад от посёлка Армейский         | 77:22:0030125 Архивная копия от 31 мая 2018 на Wayback Machine, 77:22:0030126 Архивная копия от 31 мая 2018 на Wayback Machine |
| СНТ Бабенки-1 Территория     | в 2,5 км на юго-запад от посёлка Армейский     | 77:22:0030143 Архивная копия от 31 мая 2018 на Wayback Machine                                                                 |
| СНТ Берёзка Территория       | в 0,5 км от посёлка Армейский                  | 77:22:0030157 Архивная копия от 31 мая 2018 на Wayback Machine                                                                 |
| СНТ Красная Пахра Территория | в 0,2 км на север посёлка Армейский            | 77:22:0030133 Архивная копия от 31 мая 2018 на Wayback Machine                                                                 |
| СНТ Металлург-1 Территория   | в 0,3 км на север от посёлка Армейский         | 77:22:0030132 Архивная копия от 31 мая 2018 на Wayback Machine                                                                 |
| СНТ Металлург-2 Территория   | в 0,2 км на северо-восток от посёлка Армейский | 77:22:0030163 Архивная копия от 31 мая 2018 на Wayback Machine, 77:22:0030164 Архивная копия от 31 мая 2018 на Wayback Machine |
| СНТ Музыкант Территория      | в 0,5 км на северо-восток от посёлка Армейский | 77:22:0030149 Архивная копия от 31 мая 2018 на Wayback Machine                                                                 |

## Транспорт
- Из поселка до метро «Теплый Стан» ходит автобус № 515.
- Автобус № 874 от Троицка (микрорайон «В») до Секерино, с остановкой «Поворот на поселок Армейский».